# Hans Stabel

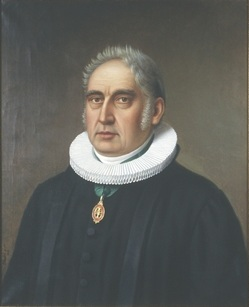
Hans Jacob Stabel.

Hans Jacob Stabel, född den 27 augusti 1769 på Onsøy, död den 7 januari 1836, var en norsk präst, av samma släkt som Frederik Wilhelm Stabell. 
Han avgick från Kristiania katedralskola 1787, började studera juridik, men tog efter faderns önskan teologisk examen 1791 och med bättre betyg 1792. Han blev samma år personlig kaplan hos fadern. Efter dennes död (1796) tillbragte han för det mesta tiden i Köpenhamn, där han ägnade sig åt levande språk, tills han 1799 blev residerande kaplan i Slidre. Där levde han under svåra umbäranden, tills han 1806 blev sognepræst i Søndre Aurdal. År 1814 blev han tillförordnad prost i Valdres och 1816 ordinarie prost i det samlade Totens och Valdres prosteri. Som förste representant för Christians Amt blev han vald till riksförsamlingen 1814, där han slöt sig til självständighetspartiet och uppträdde som fullblodsnorrman, då det var tal om att tilldela utlänningar medborgarskap. Detta hindrade dog inte, att han tidigt kom i ynnest hos Karl Johan, som gjorde honom till Vasariddare. Han ansåg sig nu självskriven till en god befordran, men blev flera gånger besviken och gav sin bitterhet över detta luft i skarpa ord. Det var emellertid inte meningen, at han skulle stå tillbaka, och 1822 blev han domprost i Kristiansand. Där var förhållandena mycket ogynnsamma efter kriget, och han längtade tillbaka till Oplandene. Han sökte då 1825 Totens stora pastorat, fick det och behöll dess större hälft, Østre Toten, då det delades. År 1827 återfick han sitt gamla prostämbete och kvarblev i sina ämbeten under hårda lidanden av sten till sin död. Stabel prisas av sina biskopar som en utmärkt duglig ämbetsman och en kristlig och uppbygglig predikant. Han var därtill en praktisk man och var i Valdres medlem av fogderiets matrikuleringskommission och den som hade hand om vägväsendet.